# On Golden Pond (1981)
On Golden Pond is een Amerikaanse film uit 1981 in een regie van Mark Rydell met onder meer Henry Fonda, Katharine Hepburn en Jane Fonda in de hoofdrollen. De film is gebaseerd op het gelijknamige toneelstuk van Ernest Thompson, die ook het filmscript schreef.
De film werd bij de Golden Globes van 1981 beloond met de prijs voor Best Motion Picture - Drama. Het scenario kreeg een Writers Guild of America Award en een Academy Award voor Beste bewerkte scenario. Henry Fonda ontving voor zijn rol in de film een Academy Award voor Beste Acteur en een Golden Globe Award for Best Actor – Motion Picture Drama, Katharine Hepburn een Academy Award voor Beste Actrice en een BAFTA Award for Best Actress in a Leading Role. Bij de 54ste Academy Awardsuitreiking ontving de film in totaal tien nominaties waar drie Oscars werden gewonnen. Bij de Golden Globes waren er zes nominaties waarvan drie overwinningen.

## Verhaal
Norman en Ethel Thayer verblijven in hun zomerhuisje, Norman wordt 80. Hun dochter Chelsea komt ook met haar verloofde en stiefzoon. Chelsea merkt dat haar vader en stiefzoon een band krijgen die zij als kind altijd had willen hebben met haar vader.

## Rolverdeling
| Acteur            | Personage            |
| ----------------- | -------------------- |
| Katharine Hepburn | Ethel Thayer         |
| Henry Fonda       | Norman Thayer Jr.    |
| Jane Fonda        | Chelsea Thayer Wayne |
| Doug McKeon       | Billy Ray            |
| Dabney Coleman    | Bill Ray             |